# Nemacheilus doonensis
Nemacheilus doonensis är en fiskart som beskrevs av S.T. Tilak och Husain, 1977. Nemacheilus doonensis ingår i släktet Nemacheilus och familjen grönlingsfiskar. Inga underarter finns listade i Catalogue of Life.